# Theodor Grohmann

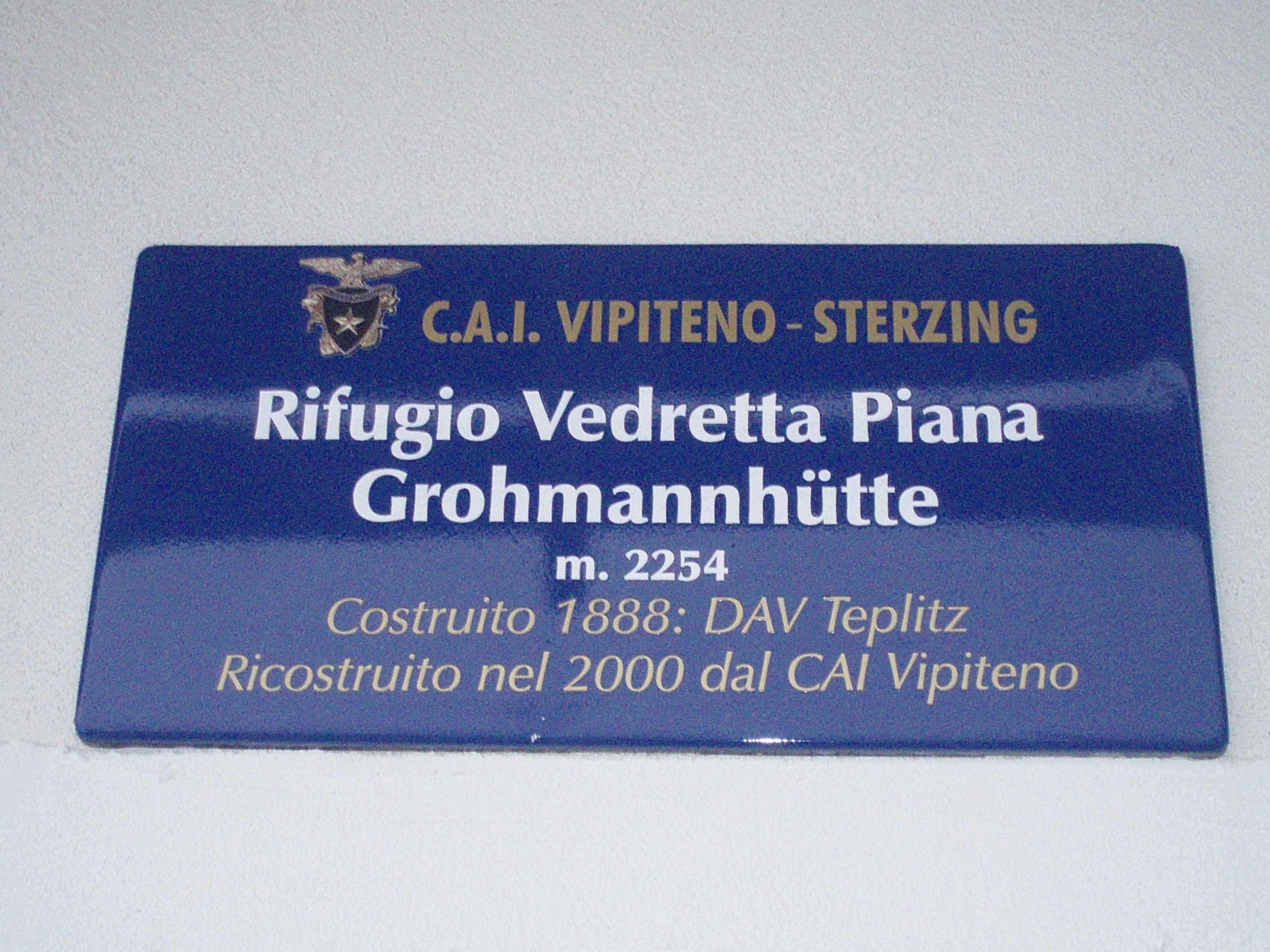
Schild an der nach Grohmann benannten Hütte

Theodor Grohmann, seit 1909 Edler von Hohenwidim, (* 27. April 1844 in Zwickau in Böhmen; † 24. Februar 1919 in Teplitz-Schönau, Tschechoslowakei) war ein deutsch-böhmischer Großindustrieller und Mäzen.

## Leben
Sein Vater, der Textil-Industrielle Karl Grohmann (1809–1874) war seit 1832 in der Rotgarn-Färberei von Ignaz Martin in Martinstal bei Zwickau beschäftigt, die er später pachtete. Seit 1849 war er Inhaber einer eigenen Türkischrotgarn-Färberei in Lindenau. Unter Mitarbeit seiner vier Söhne Martin, Johann (1842–1913), Theodor und August Grohmann (1855–1884) vergrößerte sich der Betrieb und firmierte nach 1872 als „Karl Grohmann und Sohn“.
Theodor Grohmann und sein älterer Bruder Martin (1840–1914) führten seit 1865 die väterliche Rotfärberei in Wisterschan, die sie um eine Spinnerei und eine Zwirnerei erweiterten. 1876 errichteten sie im nordböhmischen Bensen eine Rotgarnfärberei und 1907 in Wisterschan eine Maco-Spinnerei mit 24.000 Spindeln, in der vor dem Ersten Weltkrieg über 500 Personen beschäftigt wurden. Hinzu kam eine Vigogne-Spinnerei in Znaim, die als „Gebrüder Grohmann“ firmierte.
1894 erwarben sie u. a. den Kohlenbergbau in Eisenberg bei Brüx und 1895 die „Kohlenwerke AG“ in Bartelsdorf, auf denen die „Grohmann-Schächte“ entstanden, die sich zum größten Bergbauunternehmen im Komotauer Revier entwickelten.
Theodor Grohmann Edler von Hohenvidim hinterließ keine Kinder. Arwed (1874–1949) und Kurt (1885–1932), Söhne des Martin Grohmann, sowie deren Neffe Theodor Grohmann (1896–1983) führten das Familienunternehmen weiter, bis sie nach dem Zweiten Weltkrieg 1945 enteignet und vertrieben wurden.

## Erhebung in den Adelstand
Aufgrund seiner Verdienste auf wirtschaftlichem Gebiet wurde Theodor Grohmann am 25. Oktober 1909 in den böhmischen Adelsstand als „Edler von Hohenwidim“ erhoben, das entsprechende Diplom wurde am 22. Januar 1910 in Wien ausgefertigt.
Er fiel nach Ende des Ersten Weltkriegs 1918 namensrechtlich unter das Adelsaufhebungsgesetz.

## Soziale Verdienste
Als die 1887 erbaute Teplitzer Hütte oberhalb des Ridnauntals in den Stubaier Alpen im darauffolgenden Winter zerstört wurde, finanzierte Theodor Grohmann als Vorstand der Sektion Teplitz des Deutschen und Österreichischen Alpenvereins den Wiederaufbau einer neuen Berghütte. Diese wurde nach ihm Grohmannhütte benannt. Als begeisterter Bergsteiger bestieg er fast alle umliegenden Gipfel und trug wesentlich zur Erschließung der südlichen Stubaier Alpen für den Tourismus bei. 1911 übernahm er die finanziellen Verpflichtungen für die benachbarte Müllerhütte am Pfaffennieder und sicherte damit deren weitere Existenz.